# División de Honor de Bolo Palma
La División de Honor de Bolo Palma es la primera categoría del campeonato de liga de bolo palma organizada por la Federación Cántabra de bolos. 
Desde el año 2024 lleva el nombre de LigaTetkia División de Honor, nombre del principal patrocinador de la competición. 
La liga fue creada por la Asociación de Peñas de Bolos, APEBOL, y por la Federación Cántabra de Bolos, FCB, tras la ruptura entre la FCB y la Federación Española de Bolos, FEB. Fue una liga al margen la Liga Nacional de Bolos organizada por la FEB.

## Palmarés de la Liga
| Año  | Campeón                      | Segundo                        | Tercero                      |
| ---- | ---------------------------- | ------------------------------ | ---------------------------- |
| 2009 | Puertas Roper                | Hnos. Borbolla Villa de Noja   | Renedo                       |
| 2010 | Puertas Roper                | Hnos. Borbolla Villa de Noja   | Casa Sampedro                |
| 2011 | Puertas Roper                | Hnos. Borbolla Villa de Noja   | Casa Sampedro                |
| 2012 | Hnos. Borbolla Villa de Noja | Puertas Roper                  | Pontejos                     |
| 2013 | Hnos. Borbolla Villa de Noja | Puertas Roper                  | Casa Sampedro                |
| 2014 | Peñacastillo Anievas Mayba   | Casa Sampedro                  | Puertas Roper                |
| 2015 | Hnos. Borbolla Villa de Noja | Riotuerto-Hotel Villa Pasiega  | Torrelavega Siec             |
| 2016 | Hnos. Borbolla Villa de Noja | Sobarzo                        | Puertas Roper                |
| 2017 | Hnos. Borbolla Villa de Noja | Peñacastillo Anievas Mayba     | Puertas Roper                |
| 2018 | Peñacastillo Anievas Mayba   | P.B. Los Remedios              | Puertas Roper                |
| 2019 | Peñacastillo Anievas Mayba   | Hnos. Borbolla Villa de Noja   | Puertas Roper                |
| 2020 | Peñacastillo Anievas Mayba   | P.B. Los Remedios              | Hnos. Borbolla Villa de Noja |
| 2021 | Peñacastillo Anievas Mayba   | Andros La Serna Valle de Iguña | Casa Sampedro                |
| 2022 | Peñacastillo Anievas Mayba   | Andros La Serna Valle de Iguña | Camargo El Pendo             |
| 2023 | Camargo El Pendo             | Peñacastillo Anievas Mayba     | Hnos. Borbolla Villa de Noja |

## Palmarés de los equipos de DH en ligas de todas las categorías
La máxima categoría se ha denominado a lo largo de los años Torneo Diputación, liga nacional y división de honor. Las peñas de la división de Honor 2019 tienen los siguientes títulos de liga en las distintas categorías absolutas.
Actualizado a la consecución del último título a 30 de noviembre de 2018.
| Peñas                        | 1.ª Categoría                | 1.ª Categoría               | 1.ª Categoría           | 1.ª Categoría                     | 2.ª Categoría | 2.ª Categoría | 2.ª Categoría      | 3.ª Categoría | 3.ª Categoría | 3.ª Categoría | 3.ª Categoría      | 4.ª Categoría | 4.ª Categoría      | 5.ª Categoría      | Total ligas | Total ligas |
| Peñas                        | 1.ª Femenina 1997-actualidad | Torneo diputación 1958-1987 | Liga nacional 1988-2008 | División de Honor 2009-actualidad | 2C 1959-1965  | 2E 1966-1987  | 1ª 1988-actualidad | 2C 1966-1973  | 3ª 1974-1983  | 2ª 1984-1987  | 2E 1988-actualidad | 3ª 1984-1987  | 2ª 1988-actualidad | 3ª 1988-actualidad |             |             |
| ---------------------------- | ---------------------------- | --------------------------- | ----------------------- | --------------------------------- | ------------- | ------------- | ------------------ | ------------- | ------------- | ------------- | ------------------ | ------------- | ------------------ | ------------------ | ----------- | ----------- |
| Puertas Roper                |                              | 2                           | 13                      | 3                                 |               |               |                    |               | 1             |               |                    |               |                    |                    | 18          |             |
| Hnos. Borbolla Villa de Noja |                              |                             | 2                       | 5                                 |               |               | 2                  | 1             |               |               | 3                  |               | 1                  | 2                  | 16          |             |
| Bolistica Torrelavega        |                              | 7                           |                         |                                   |               | 1             | 2                  |               |               |               | 1                  |               |                    |                    | 11          |             |
| Los Remedios                 |                              |                             |                         |                                   |               |               | 1                  |               |               |               | 1                  | 1             | 3                  | 4                  | 10          |             |
| Sobarzo                      |                              |                             |                         |                                   |               |               | 2                  |               | 2             |               | 1                  |               | 3                  | 1                  | 9           |             |
| Peñacastillo                 |                              | 1                           |                         | 2                                 |               |               | 1                  |               |               |               | 2                  |               |                    | 1                  | 7           |             |
| J. Cuesta                    |                              |                             |                         |                                   |               |               | 1                  |               | 1             |               | 2                  |               | 2                  | 1                  | 7           |             |
| Comillas                     |                              | 3                           |                         |                                   |               |               | 1                  |               |               |               | 1                  |               | 1                  |                    | 6           |             |
| Riotuerto                    |                              |                             |                         |                                   |               | 1             | 2                  |               |               |               | 1                  |               |                    |                    | 4           |             |
| Casa Sampedro                |                              |                             |                         |                                   |               | 2             | 1                  |               | 1             |               |                    |               |                    |                    | 4           |             |
| Renedo                       |                              |                             |                         |                                   |               |               | 1                  |               |               |               | 1                  | 1             | 1                  |                    | 4           |             |
| Ribamontan al Mar            |                              |                             |                         |                                   |               |               | 1                  |               |               |               | 1                  | 1             |                    | 1                  | 4           |             |
| La Rasilla                   |                              |                             |                         |                                   |               |               |                    |               |               |               | 1                  |               | 1                  | 2                  | 4           |             |
| San Felices                  |                              |                             |                         |                                   |               |               |                    |               |               |               | 1                  |               |                    |                    | 1           |             |